# Duolandrevus ivani
Duolandrevus ivani är en insektsart som först beskrevs av Andrej Vasiljevitj Gorochov 1988.  Duolandrevus ivani ingår i släktet Duolandrevus och familjen syrsor. Inga underarter finns listade i Catalogue of Life.